# Lecania fructigena
 (février 2024).
 (mai 2025).
Espèce
Lecania fructigena est une espèce de lichen de la famille des Ramalinaceae.
C'est une espèce qui pousse sur la côte ouest de l'Amérique du Nord et en Grande Bretagne.

## Systématique
Le nom correct complet (avec auteur) de ce taxon est Lecania fructigena Zahlbr..